# West End (theater)

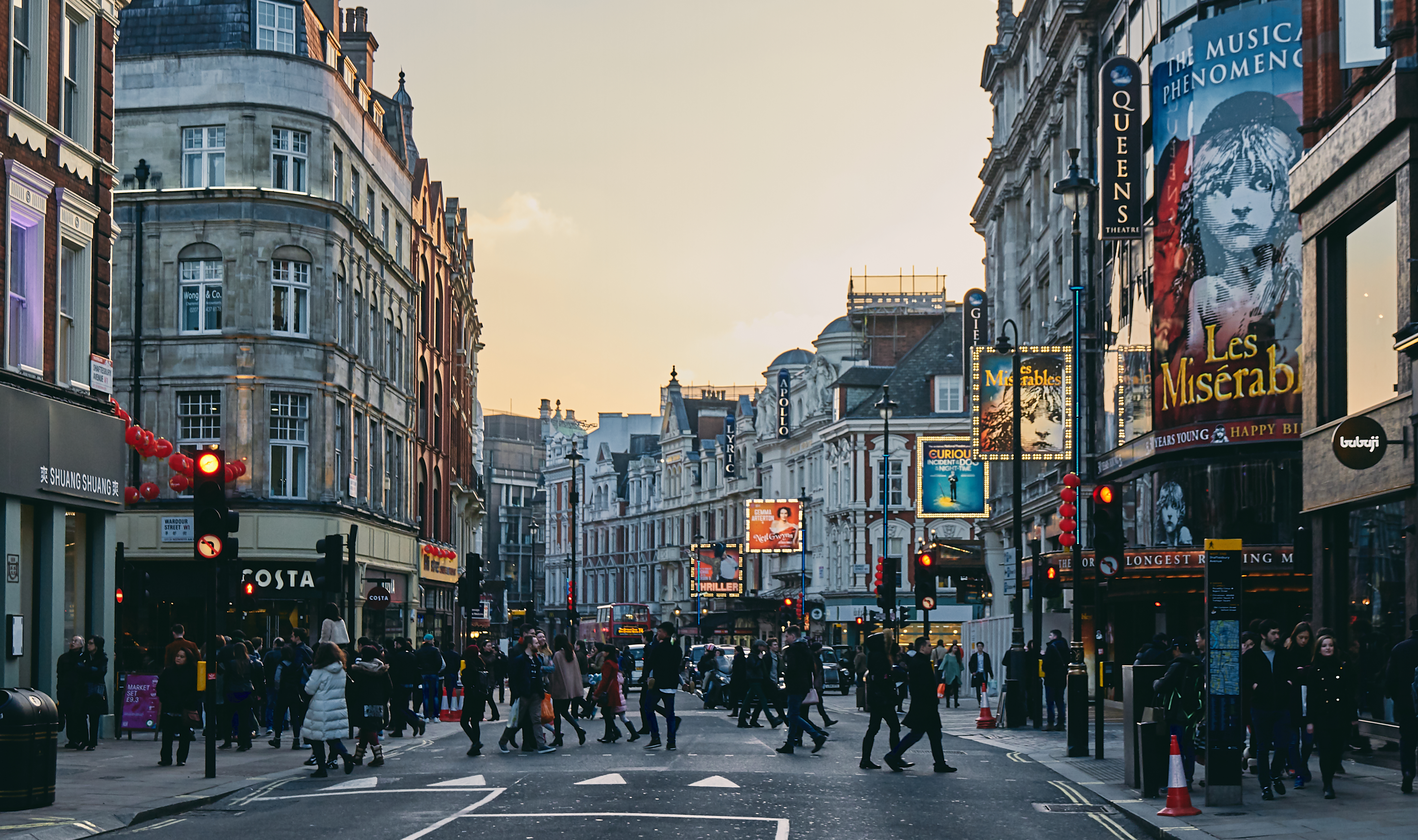
West End-theaters in Shaftesbury Avenue (2016)

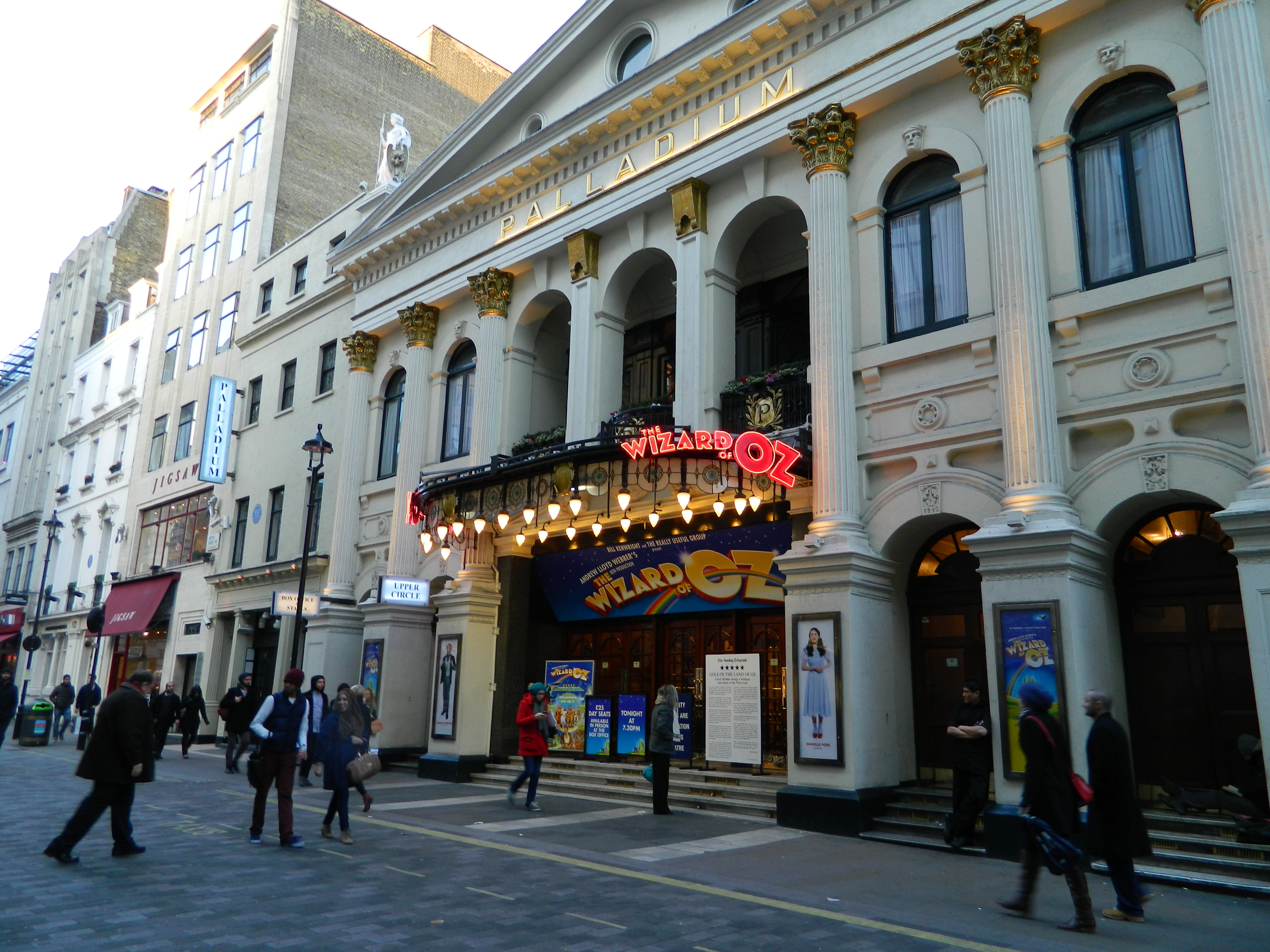
Het London Palladium in Soho

West End is mainstream professioneel theater dat wordt opgevoerd in de grote theaters in en nabij het West End van Londen. Samen met Broadway in New York vertegenwoordigt het West End-theater het hoogste niveau van commercieel theater in de Engelstalige wereld. Een West End-show bijwonen is een veelvoorkomende toeristische activiteit in Londen. Beroemde filmacteurs, zowel Britse als internationale, verschijnen regelmatig op het toneel in Londen.
Er zijn ongeveer 40 theaters in de West End. Het Theatre Royal, Drury Lane, dat geopend werd in mei 1663, is het oudste theater in Londen. Het Savoy Theatre, gebouwd voor de populaire reeks komische opera's van Gilbert en Sullivan, was in 1881 het eerste theater ter wereld dat volledig elektrisch verlicht werd.

## Geschiedenis
Het theater in Londen floreerde na de Engelse Reformatie. Het eerste permanente openbare theater, bekend als The Theatre, werd in 1576 in Shoreditch gebouwd door James Burbage. Het werd al snel vergezeld door The Curtain. Van beide is bekend dat ze door William Shakespeare's gezelschap zijn gebruikt. In 1599 werd het hout van The Theatre verplaatst naar Southwark, waar het werd gebruikt bij de bouw van het Globe Theatre in een nieuw theaterdistrict. Omdat theater als zondig werd beschouwd, werden deze theaters in 1642 gesloten onder invloed van de puriteinen, die later het interregnum van 1649 zouden beïnvloeden. Op 24 januari 1643 protesteerden de acteurs tegen het verbod door een pamflet te schrijven met de titel The Actors remonstrance or complaint for the silencing of their profession, and banishment from their severall play-houses.

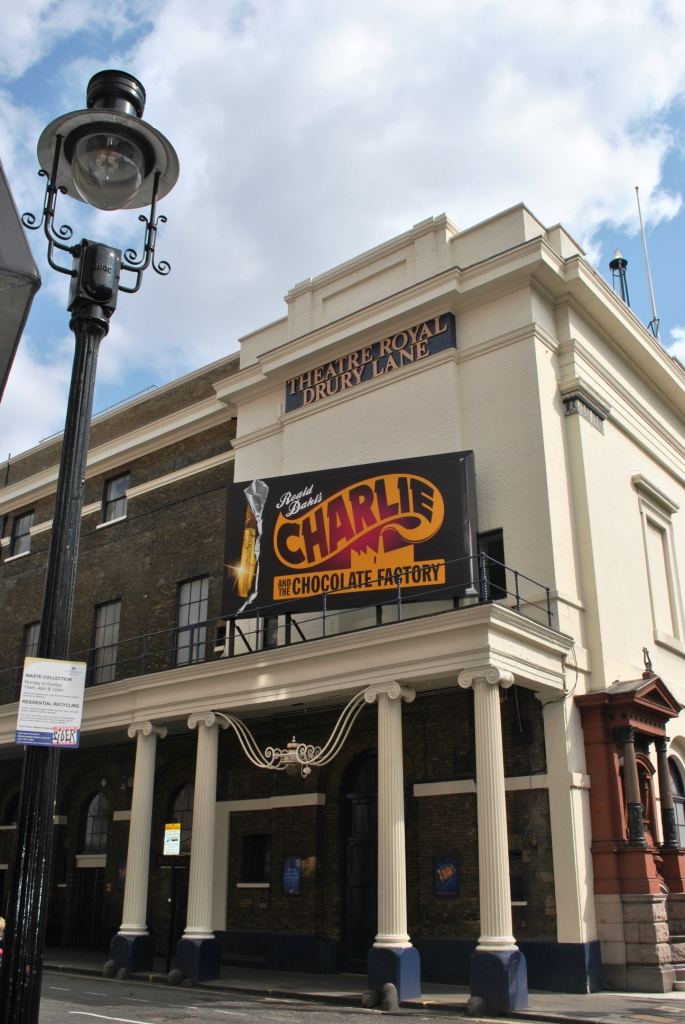
Het Theatre Royal, Drury Lane werd geopend in mei 1663 en is daarmee het oudste theater in Londen.

Na de restauratie (1660) werd de puriteinse wetgeving nietig verklaard en veerde het theater (naast andere kunsten) weer op. Twee gezelschappen kregen een vergunning om op te treden, de Duke's Company en de King's Company. Optredens vonden plaats in omgebouwde panden, zoals Lisle's Tennis Court. Het eerste West End-theater, bekend als Theatre Royal in Bridges Street, werd ontworpen door Thomas Killigrew en gebouwd op de plaats van het huidige Theatre Royal, Drury Lane.  Het werd geopend op 7 mei 1663 en werd negen jaar later door brand verwoest. Het werd vervangen door een nieuw gebouw ontworpen door Christopher Wren en omgedoopt tot Theatre Royal, Drury Lane. Een van de eerste actrices die er optraden, Nell Gwyn, werd een ster van de restauratiekomedie.
Buiten de West End opende Sadler's Wells Theatre in Islington op 3 juni 1683. Het ontleende zijn naam aan oprichter Richard Sadler en een bron die zich op het terrein bevond. Er werden uitsluitend operavoorstellingen gespeeld, aangezien het geen vergunning had voor toneelstukken. In de West End opende het Theatre Royal Haymarket op 29 december 1720 op een locatie iets ten noorden van de huidige locatie. Het Royal Opera House opende in Covent Garden op 7 december 1732. John Gay's ballade-opera The Beggar's Opera liep 62 voorstellingen in 1728, en hield het record voor de langste uitvoering in Londen gedurende bijna een eeuw. Het werd "het populairste toneelstuk van de achttiende eeuw" genoemd. Een andere muzikale show, Tom and Jerry, or Life in London (1821), was de eerste Londense productie die 100 opeenvolgende uitvoeringen bereikte.
De patent theaters behielden hun duopolie op drama tot ver in de 19e eeuw, alle andere theaters mochten alleen muzikale voorstellingen opvoeren. Begin 19e eeuw werden music hall-voorstellingen echter populair en er werd een maas in de patent theater-wetgeving gevonden in de vorm van melodrama. Melodrama was een genre dat de wet niet overtrad omdat het werd begeleid door muziek. Aanvankelijk werden deze voorstellingen opgevoerd in grote zalen, verbonden aan Britse pubs, maar gaandeweg verschenen er speciaal gebouwde theaters in de East End, zoals het Pavilion Theatre in Whitechapel. Harlequinade, een vorm van komische pantomime waarbij het hoofdpersonage een harlekijn of clown is, was ook populair bij het Londense publiek. De beroemdste artiest, Joseph Grimaldi, het best bekend om het ontwikkelen van de moderne clown met het witte gezicht, maakte zijn podiumdebuut in Drury Lane in 1780.

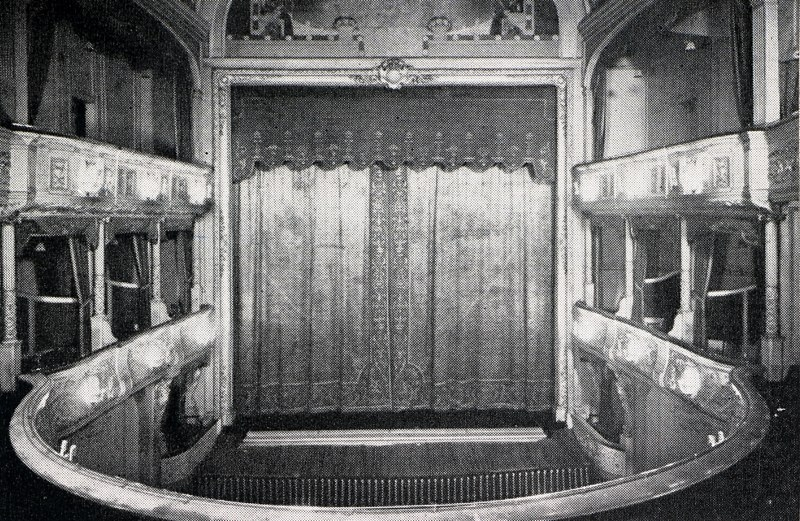
Het oorspronkelijk interieur van het Savoy Theatre in 1881, het jaar dat het uitgerust werd met elektrische verlichting.

Het theaterdistrict van West End ontstond met de opening van veel kleine theaters en zalen, waaronder het Adelphi Theatre in The Strand op 17 november 1806. Ten zuiden van de Theems werd op 11 mei 1818 de Old Vic (Waterloo Road) geopend. De uitbreiding van het theaterdistrict van West End kreeg vaart met de Theatres Act van 1843, die de voorwaarden voor de uitvoering van toneelstukken versoepelde, en The Strand kreeg er een andere trekpleister bij toen het Vaudeville Theatre op 16 april 1870 werd geopend. De daaropvolgende decennia werden veel nieuwe theaters geopend in het West End. Het Adelphi organiseerde in 1844 A Christmas Carol; or, Past, Present, and Future, een toneelstuk dat een bewerking was van de novelle A Christmas Carol van Charles Dickens, een boek dat enkele weken eerder in december 1843 werd gepubliceerd. Dickens kwam naar verschillende repetities tijdens dewelke hij suggesties gaf.

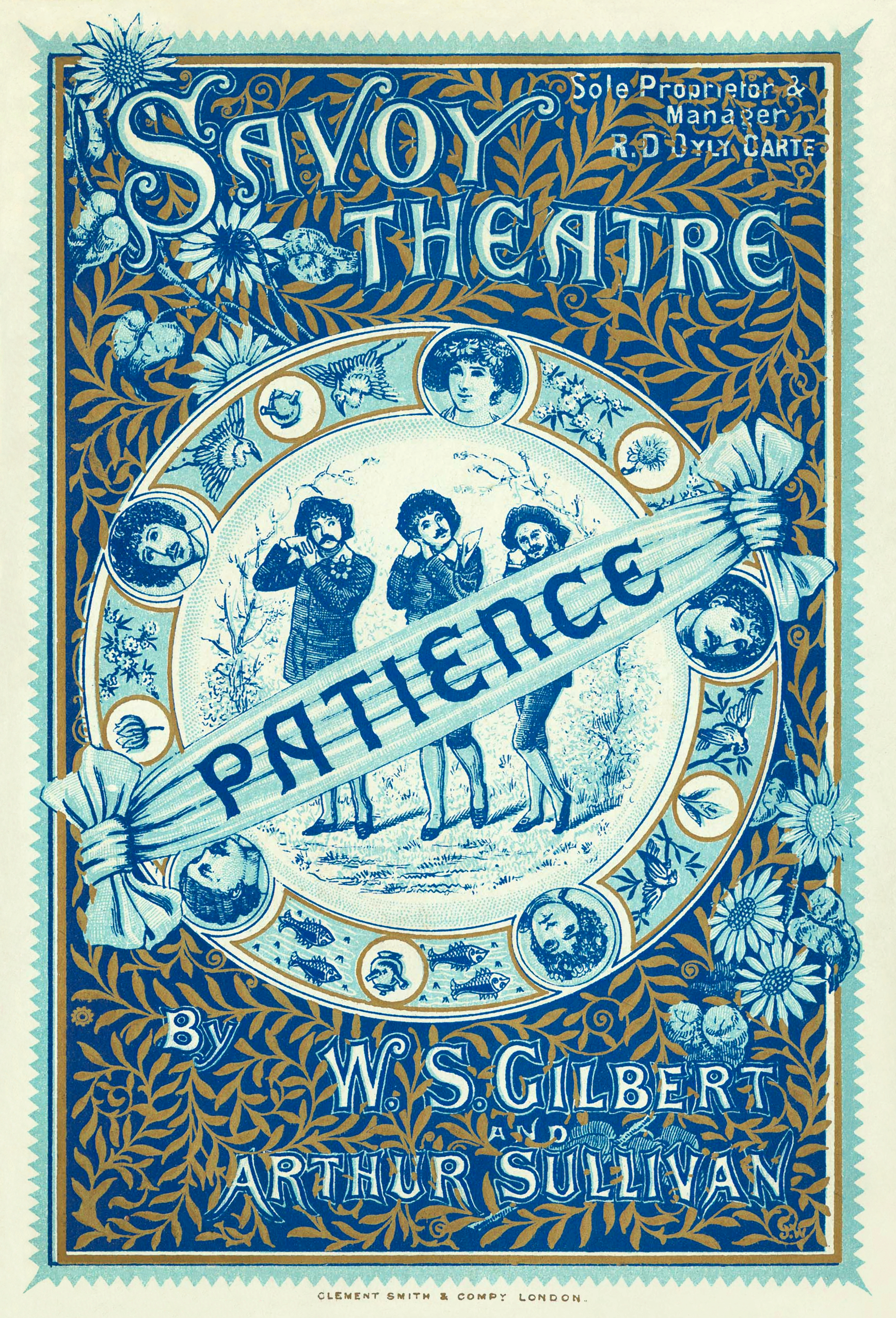
Een Gilbert en Sullivan-productie in het Savoy in 1881.

Het Criterion Theatre opende op 21 maart 1874 op Piccadilly Circus en in 1881 verschenen er nog twee theaters: in oktober opende het Savoy Theatre in The Strand, speciaal gebouwd door Richard D'Oyly Carte om de komische opera's van Gilbert en Sullivan op te voeren. Dit was het eerste theater en openbare gebouw in de wereld dat elektrisch verlicht werd. Vijf dagen later opende het Comedy Theatre als het Royal Comedy Theatre op Panton Street in Leicester Square. Drie jaar later werd de naam ingekort. Op 23 december 1886 debuteerde Alice in Wonderland, de eerste grote productie van de Alice-boeken, in het Prince of Wales Theatre. De auteur Lewis Carroll was betrokken bij de toneelbewerking en hij bezocht zeven dagen later een uitvoering. Het Palace Theatre werd geopend in 1891. Het Duke of York's Theatre werd geopend in 1892 en op 27 december 1904 ging er het toneelstuk Peter Pan, or The Boy Who Wouldn't Grow Up van J. M. Barrie in première.
A Woman of No Importance, de tweede komedie van Oscar Wilde, een van de populairste toneelschrijvers in Londen in de jaren 1890, ging in première in het Haymarket Theatre in 1893. Lillie Langtry, een collega van Wilde, maakte haar West End-debuut in de komedie She Stoops to Conquer in 1881. In 1878 sloot Ellen Terry zich aan bij Henry Irvings gezelschap als zijn hoofdrolspeelster, en gedurende meer dan de volgende twee decennia werd ze beschouwd als de toonaangevende Shakespeare- en komische actrice in Groot-Brittannië. Het New Theatre werd geopend in 1903 en presenteerde in 1905 The Scarlet Pimpernel, een toneelstuk dat een heldhaftige figuur met een alter ego introduceerde. Het theater werd in 2006 omgedoopt tot het Noël Coward Theatre, naar de toneelschrijver Noël Coward. Het Her Majesty's Theatre werd in 1897 gebouwd en was de locatie van een aantal premières, waaronder George Bernard Shaw's Pygmalion in 1914. Het bouwen van theaters duurde voort tot ongeveer de Eerste Wereldoorlog.
In 1930 kende Laurence Olivier zijn eerste belangrijke West End-succes in Noël Cowards Private Lives. Voor de Tweede Wereldoorlog maakten nog een aantal andere acteurs hun West End-debuut, waaronder John Gielgud, Alec Guinness, Vivien Leigh en Rex Harrison. De vertolking van laatstgenoemde in Terence Rattigans komedie French Without Tears uit 1936 in het Criterion Theatre vestigde hem als een vooraanstaande komiek van het lichte genre. In de jaren vijftig en zestig werden veel toneelstukken opgevoerd in theaterclubs, om de censuur te ontwijken die toen werd uitgeoefend door het Lord Chamberlain's Office. De Theatres Act van 1968 schafte uiteindelijk de censuur op het toneel in het Verenigd Koninkrijk af.

## Theatreland

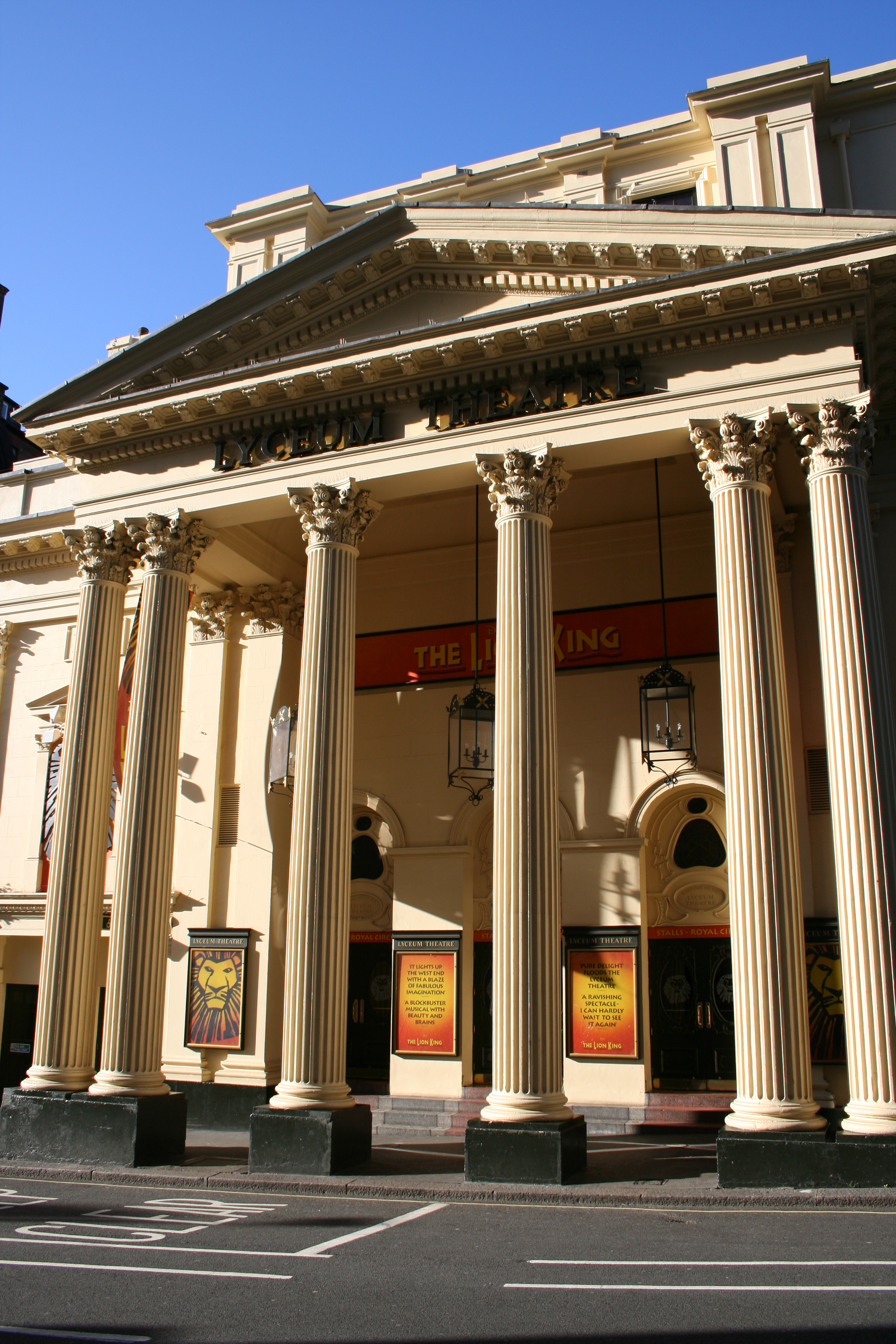
Het Lyceum Theatre

"Theatreland", het belangrijkste theaterdistrict van Londen, bevat ongeveer 40 locaties en bevindt zich in en nabij het hart van het West End van Londen. Het wordt traditioneel afgebakend door The Strand in het zuiden, Oxford Street in het noorden, Regent Street in het westen en Kingsway in het oosten. Een paar andere nabijgelegen theaters worden echter ook beschouwd als "West End", ondanks dat ze buiten het eigenlijke gebied liggen. Een voorbeeld is het Apollo Victoria Theatre in Westminster. Prominente theaterstraten zijn Drury Lane, Shaftesbury Avenue en The Strand. De opgevoerde werken zijn voornamelijk musicals, klassieke en moderne toneelstukken en komedies.
Veel theaters in de West End stammen uit het laat Victoriaans of uit het Edwardiaans tijdperk en zijn in privébezit. Veel zijn architectonisch indrukwekkend en de grootste en best onderhouden theaters hebben grote neoklassieke, Romaanse of Victoriaanse façades en een luxueus uitgevoerd interieurontwerp en decoratie.

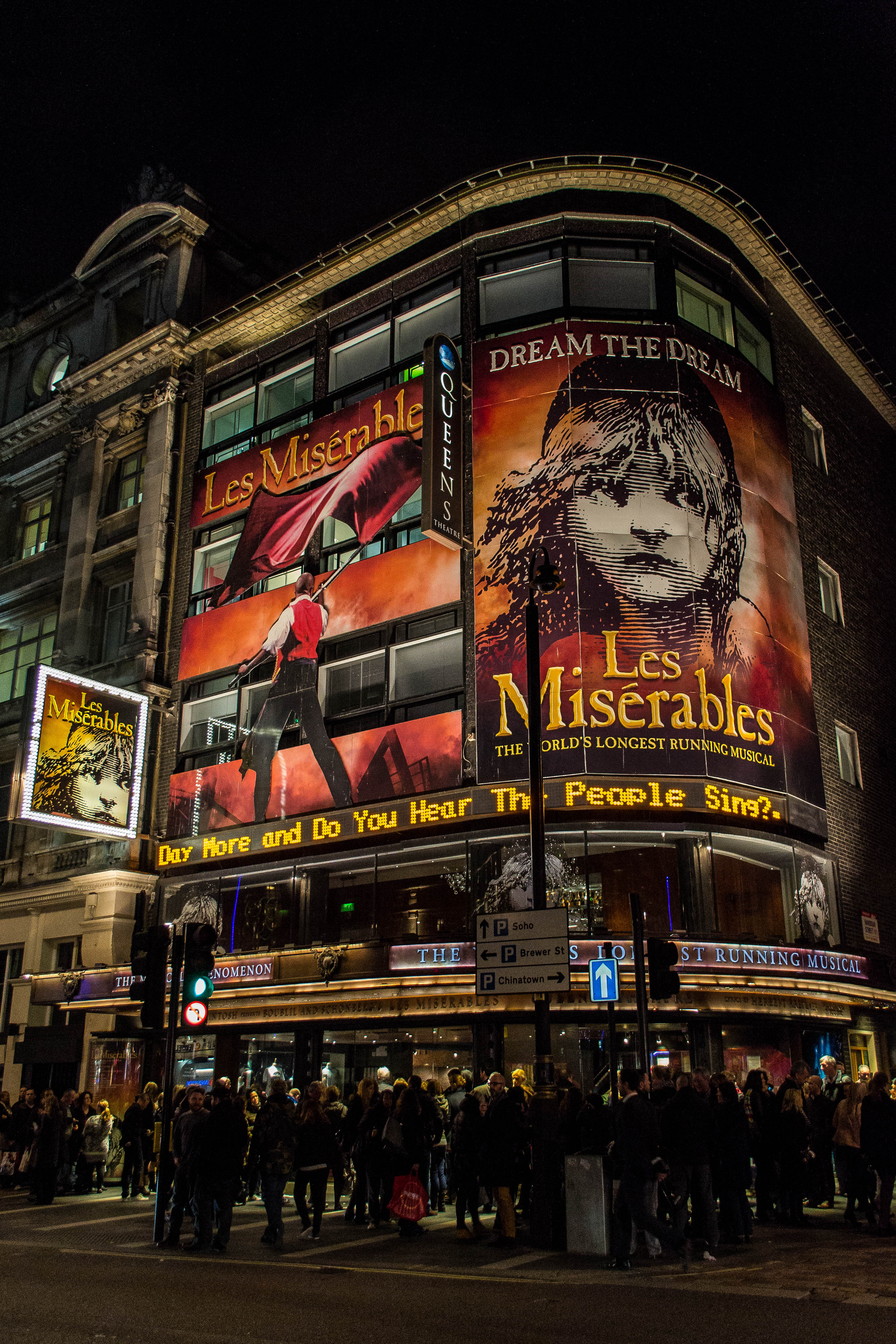
Het Queen's Theatre met de musical Les Misérables die sinds oktober 1985 onafgebroken opgevoerd wordt.

Echter, vanwege de leeftijd van de gebouwen is de beenruimte vaak beperkt en zijn de publieksfaciliteiten zoals bars en toiletten vaak veel kleiner dan in moderne theaters. De beschermde status van de gebouwen en de beperkte ruimte van hun stedelijke inplanting, gecombineerd met financiële beperkingen, maken het erg moeilijk om het comfortniveau substantieel te verbeteren. In 2003 schatte de Theatres Trust dat er de volgende 15 jaar een investering van £ 250 miljoen nodig was voor modernisering, en stelde dat 60% van de theaters stoelen had van waaruit het podium niet volledig zichtbaar was. De theatereigenaren vroegen tevergeefs om belastingvoordelen om hen te helpen de kosten te dekken.

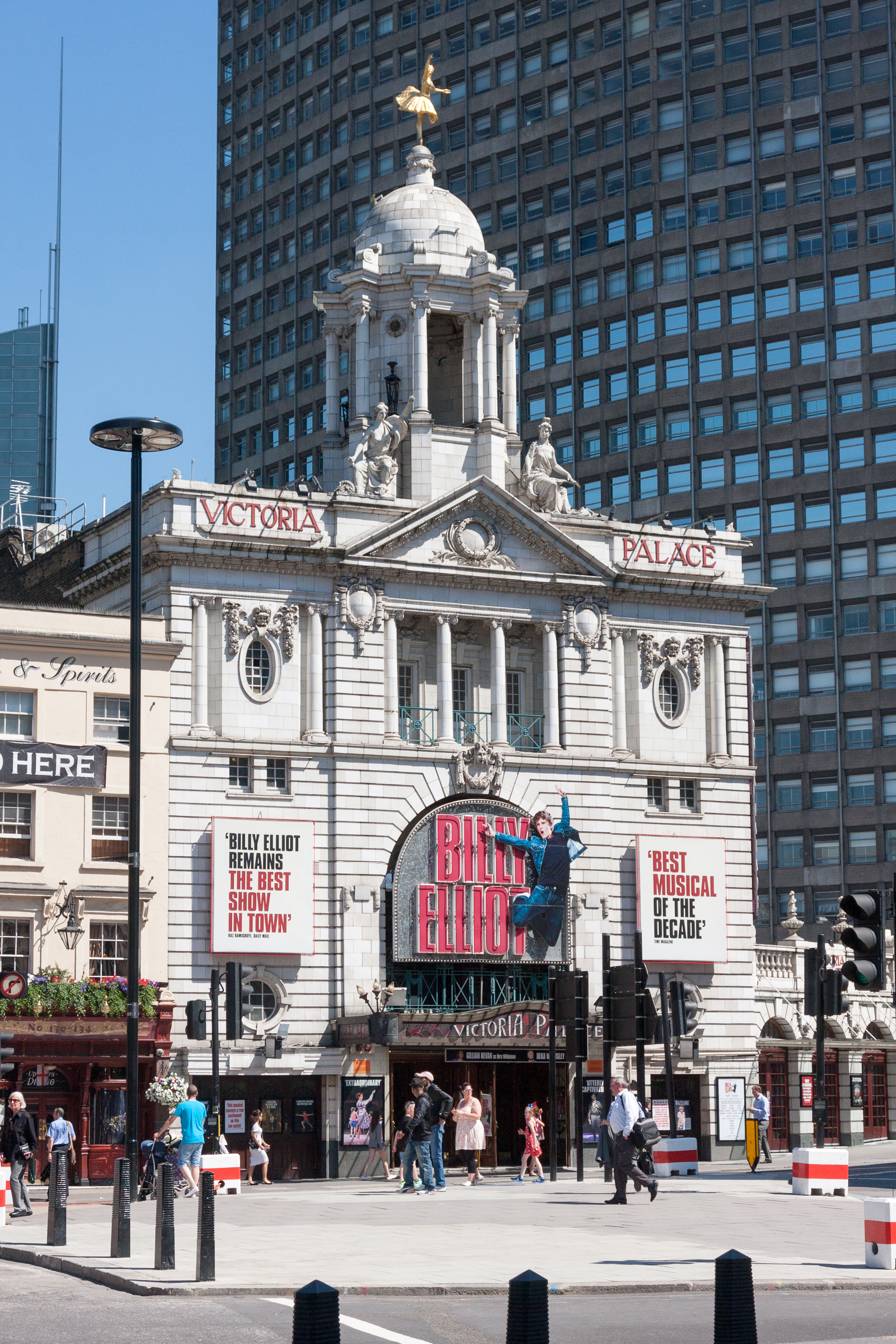
Het Victoria Palace Theatre (hier afgebeeld met Billy Elliot uit 2012) werd in 2017 gerenoveerd.

Vanaf 2004 waren er verschillende incidenten met vallend pleisterwerk of werden voorstellingen geannuleerd vanwege dringende bouwkundige reparaties. Deze gebeurtenissen bereikten hun hoogtepunt in de gedeeltelijke instorting van het plafond van het Apollo Theatre in december 2013. Van deze incidenten leidde er slechts één tot gewonden, maar in Apollo hadden 76 mensen medische behandeling nodig voor hun verwondingen. Een aantal West End-theaters is gerenoveerd, waaronder het Victoria Palace Theatre na de reeks uitvoeringen van Billy Elliot in 2016. De renovatie van het Dominion Theatre werd in 2017 voltooid met de onthulling van een nieuw dubbelzijdig led-scherm, het grootste projectiescherm met de hoogste resolutie aan de buitenkant van een West End-theater.
Op 16 maart 2020 werden vanwege de COVID-19-pandemie op advies van de overheid alle theaters in de West End gesloten. Theaters in Londen mochten op 17 mei 2021 weer open (met inachtneming van de sociale afstand), met volledige capaciteit vanaf 19 juli. @sohoplace, dat in oktober 2022 werd geopend, is het eerste nieuwe West End-theater in 50 jaar.

## Langlopende shows
De looptijd van West End-shows hangt af van de kaartverkoop. De langstlopende musical in de geschiedenis van West End is Les Misérables, geproduceerd door Cameron Mackintosh, die sinds oktober 1985 in Londen wordt opgevoerd. De musical haalde op 9 oktober 2006 Andrew Lloyd Webber's Cats in, die in 2002 sloot na 21 jaar en 8949 voorstellingen. Andere langlopers zijn Lloyd Webber's The Phantom of the Opera, Willy Russell's Blood Brothers en de ABBA jukeboxmusical Mamma Mia!, die Cats vervolgens ook hebben ingehaald. Het Agatha Christie-toneelstuk The Mousetrap is echter de langstlopende productie ter wereld en wordt sinds 1952 onafgebroken opgevoerd.
Matilda the Musical, een bewerking van Roald Dahls Matilda die sinds 2011 loopt, won in 2012 een recordaantal van zeven Olivier Awards. Harry Potter and the Cursed Child, een toneelstuk in twee bedrijven geschreven door Jack Thorne op basis van een origineel verhaal van J.K. Rowling, dat sinds 2016 loopt, won in 2017 een recordaantal van negen Olivier Awards.

## Niet-commerciële theaters in Londen

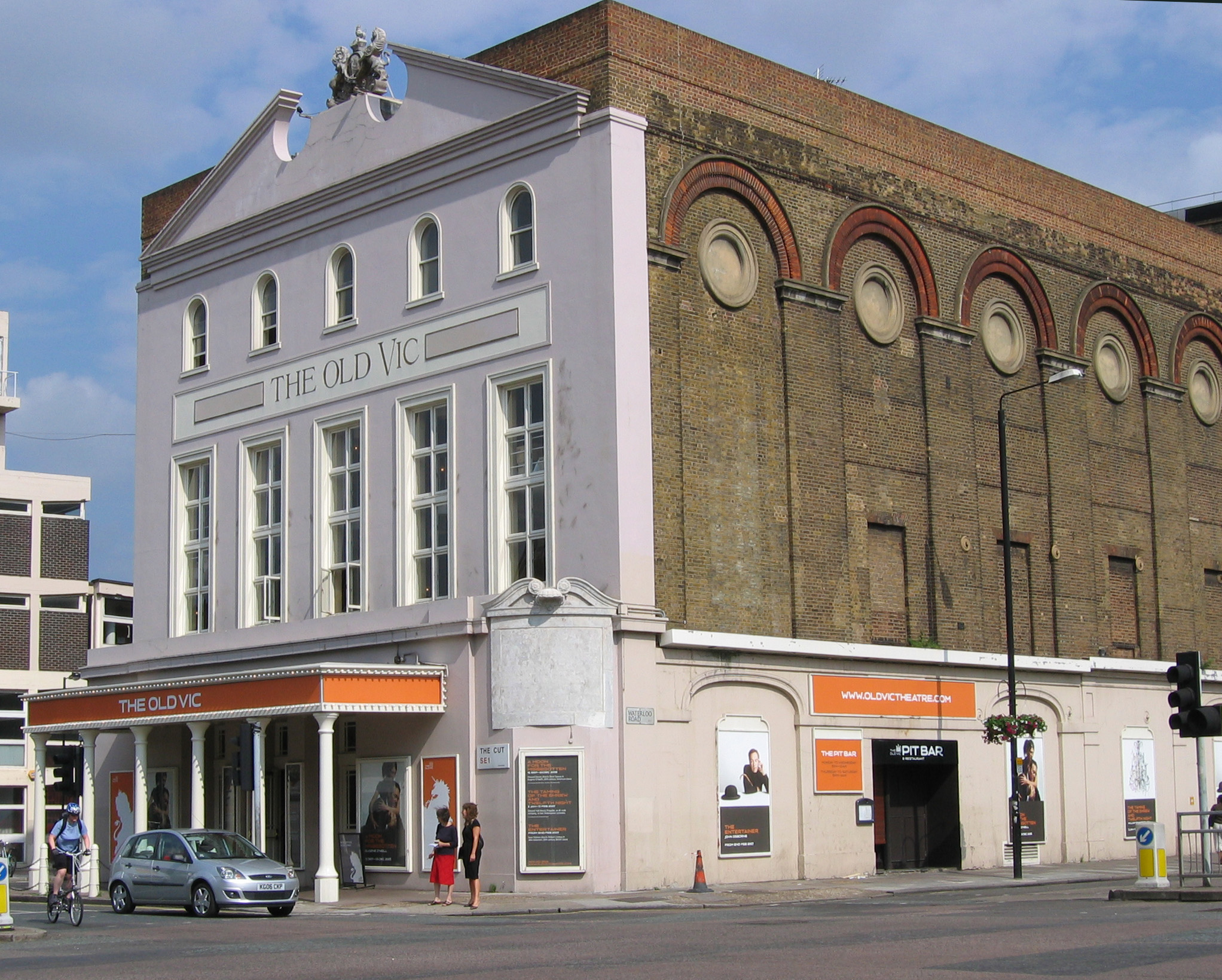
Façade van het Old Vic

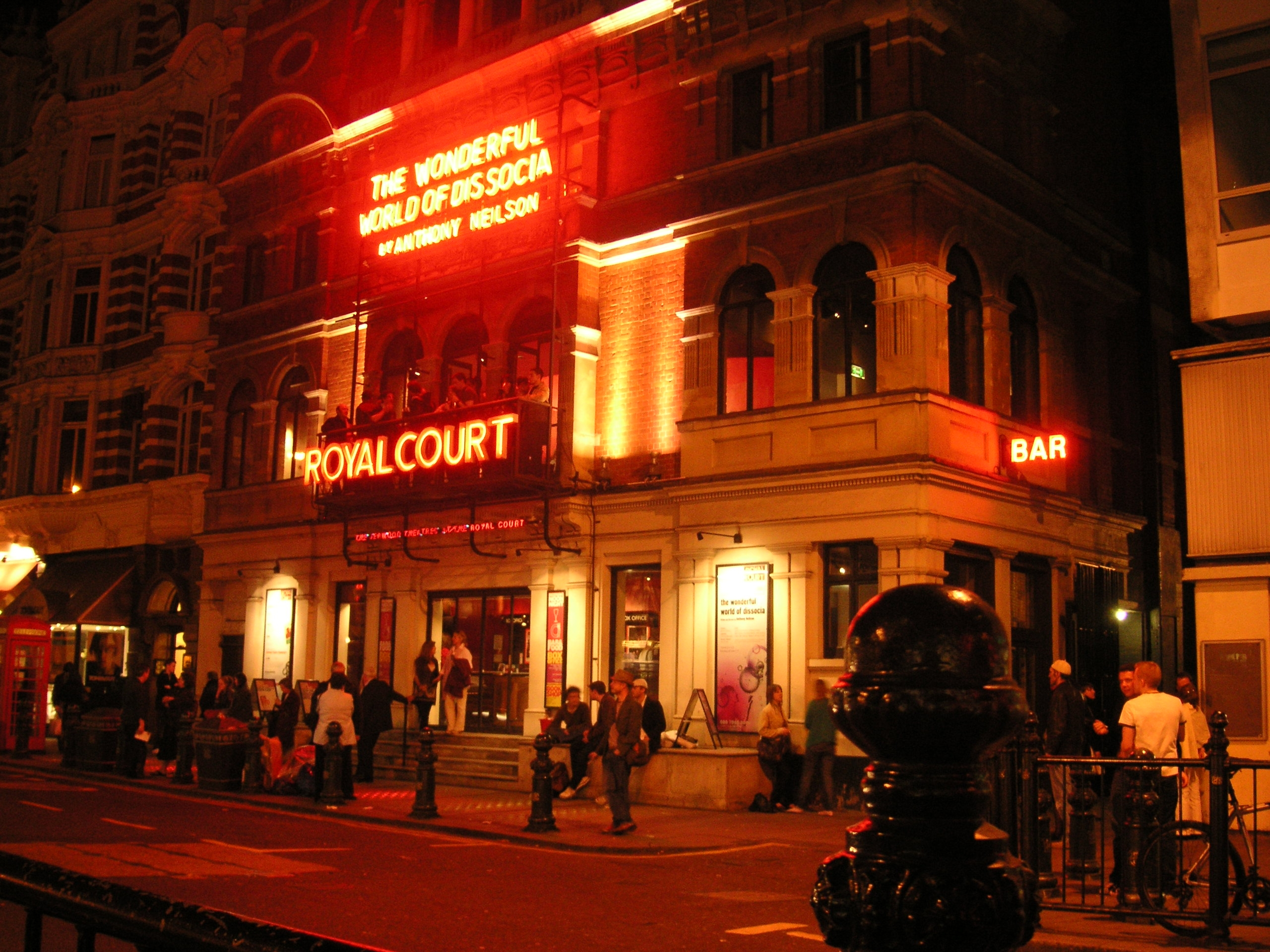
Het Royal Court Theatre. De bovenverdieping wordt gebruikt voor experimentele projecten (The Rocky Horror Show ging hier in première in 1973).

De term "West End theater" wordt over het algemeen gebruikt om specifiek te verwijzen naar commerciële producties in Theatreland. De toonaangevende niet-commerciële theaters in Londen genieten echter een groot artistiek prestige. Deze omvatten het National Theatre, het Barbican Centre, Shakespeare's Globe (inclusief het Sam Wanamaker Playhouse), het Old Vic, Royal Court Theatre, Sadler's Wells Theatre en het Regent's Park Open Air Theatre. Deze theaters voeren een groot deel van het ernstig drama op, zoals Shakespeare, andere klassieke toneelstukken en premières van nieuwe toneelstukken van toonaangevende toneelschrijvers. Een voorbeeld daarvan is David Hare's toneelstuk Pravda met Anthony Hopkins in de hoofdrol, dat door The Telegraph werd beschreven als "een van de grootste hits in de geschiedenis van het National Theatre." Succesvolle producties van de niet-commerciële theaters worden soms overgebracht naar een van de commerciële West End-locaties voor een langere looptijd.
Het Royal Opera House wordt algemeen beschouwd als een van de grootste operahuizen ter wereld, vergelijkbaar met het Palais Garnier en La Scala. Het is algemeen bekend als Covent Garden vanwege de locatie. Het is de thuisbasis van de Royal Opera, het Royal Ballet en een symfonieorkest, en biedt onderdak aan gastoptredens van andere toonaangevende opera-, ballet- en theatergezelschappen van over de hele wereld. In 1735 begon het eerste seizoen met opera's van Georg Friedrich Händel, en veel van zijn Engelse oratoria werden speciaal geschreven voor Covent Garden en beleefden hier hun premières.
Op dezelfde manier is het London Coliseum de thuisbasis van de English National Opera. Het theater is ook de Londense basis voor optredens van het English National Ballet, dat het hele jaar door regelmatig optreedt als het niet op tournee is. Het Peacock Theatre ligt aan de rand van het Theatreland-gebied. Het is nu eigendom van de London School of Economics and Political Science en wordt 's avonds gebruikt voor dansvoorstellingen van Sadler's Wells, die het theater namens de school beheert.

## Andere theaters in Londen

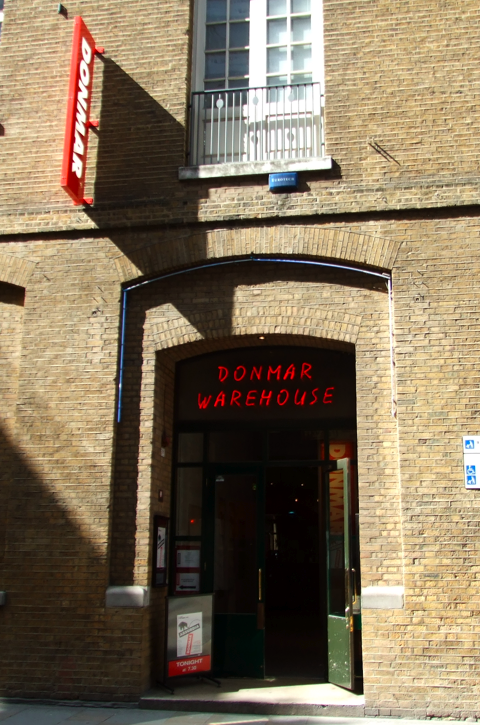
Het Donmar Warehouse, dat in 1977 zijn deuren opende, werd een onafhankelijk productiehuis in 1992 met Sam Mendes als artistiek directeur.

Er zijn een groot aantal toneelproducties in Londen buiten de West End. Dit wordt off-West End genoemd, wat het equivalent is van off-Broadway en off-off-Broadway in New York. Hiertoe behoren de Menier Chocolate Factory, Bush Theatre en het Donmar Warehouse. Off-West End-locaties variëren van goed uitgeruste kleine theaters tot kamers boven pubs, en de uitvoeringen variëren van klassieke toneelstukken tot cabaret en toneelstukken in de talen van etnische minderheden in Londen. De artiesten variëren van opkomende jonge professionals tot amateurs. Producties in de Donmar omvatten onder andere het toneelstuk Educating Rita uit 1980 met Julie Walters in de hoofdrol, die de rol hernam in de gelijknamige film uit 1983.
Er zijn veel theaters in Groot-Londen, zoals het Lyric Hammersmith, Theatre Royal Stratford East, Rose Theatre, Kingston, New Wimbledon Theatre, het Rudolph Steiner Theatre in Westminster, het Ashcroft Theatre in Croydon, Secombe Theatre in Sutton, het Churchill Theatre in Bromley en het Hackney Empire in Hackney.
Londense theaters buiten de West End speelden ook een belangrijke rol in de vroege geschiedenis van toneelscholen. In 1833 beheerde actrice Frances Maria Kelly het Royal Strand Theatre in Westminster, waar ze een toneelschool financierde en exploiteerde, het vroegste bewijs van een toneelschool in Engeland. In 1840 financierde ze het Royalty Theatre in Soho, dat werd geopend als Miss Kelly's Theatre and Dramatic School.

## Prijzen
Er zijn een aantal jaarlijkse prijzen voor uitzonderlijke prestaties in het Londense theater:
- Laurence Olivier Awards
- Evening Standard Theatre Awards
- WhatsOnStage Awards
- Critics' Circle Theatre Awards
- National Dance Awards
- West End Cares Awards
- West End Frame Awards